# NGC 2638
NGC 2638 је лентикуларна галаксија у сазвежђу Рис која се налази на NGC листи објеката дубоког неба.
Деклинација објекта је + 37° 13' 15" а ректасцензија 8h 42m 25,8s. Привидна величина (магнитуда) објекта NGC 2638 износи 12,8 а фотографска магнитуда 13,7. NGC 2638 је још познат и под ознакама UGC 4534, MCG 6-19-16, CGCG 179-18, PGC 24453.